# San Carlos (Venezuela)
San Carlos is een stad in de Venezolaanse staat Cojedes. De stad telt ca. 101.000 inwoners (2013) en is tevens de hoofdplaats van de staat Cojedes.
De stad werd in 1678 opgericht.